# 아악기

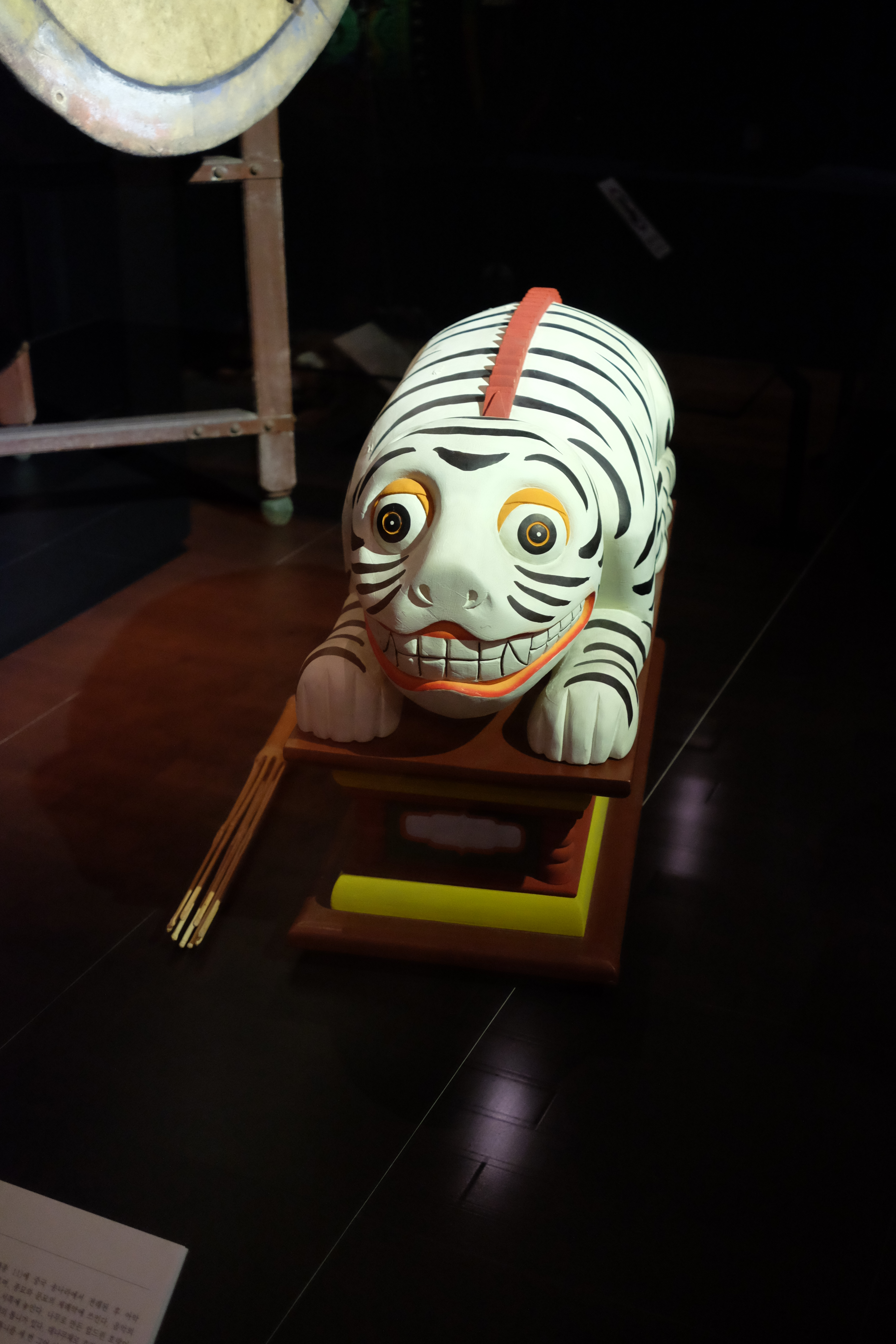

아악기는 중국의 아악을 연주할 때 사용되는 악기이다. 아악기는 고려의 대성아악이 들어올때 같이 들어왔다.
아악기는 현재 종묘제례악과 문묘제례악에서만 연주한다.
대표적인 아악기로는 편종, 편경, 금, 슬, 훈, 지 등이 있다.